# Ротера (антарктична станція)
Дослідницька станція «Ротера» (англ. Rothera Research Station) — британська науково-дослідна станція в Антарктиці. Є столицею Британської Антарктичної Території. Станція відіграє стратегічну роль в антарктичній логістиці та авіації, оперуючи однойменним аеродромом та продовольчо-матеріальними складами. Вигідне географічне положення дозволяє приймати морські судна та літаки тривалий період протягом року.

## Географія
Станція розташована на острові Аделейд, земля Земля Ґреяма, Західна Антарктида, на висоті 4 м над р. м..

## Клімат
| Клімат Дослідницької станції «Ротера» | Клімат Дослідницької станції «Ротера» | Клімат Дослідницької станції «Ротера» | Клімат Дослідницької станції «Ротера» | Клімат Дослідницької станції «Ротера» | Клімат Дослідницької станції «Ротера» | Клімат Дослідницької станції «Ротера» | Клімат Дослідницької станції «Ротера» | Клімат Дослідницької станції «Ротера» | Клімат Дослідницької станції «Ротера» | Клімат Дослідницької станції «Ротера» | Клімат Дослідницької станції «Ротера» | Клімат Дослідницької станції «Ротера» | Клімат Дослідницької станції «Ротера» |
| Показник | Січ.                                  | Лют.                                  | Бер.                                  | Квіт.                                 | Трав.                                 | Черв.                                 | Лип.                                  | Серп.                                 | Вер.                                  | Жовт.                                 | Лист.                                 | Груд.                                 |                                       |
| Середня температура, °C | 0,8                                   | −0,1                                  | −1,9                                  | −4,5                                  | −7,1                                  | −9,9                                  | −11,6                                 | −11,8                                 | −9,1                                  | −6,1                                  | −2,8                                  | 0,1                                   |                                       |
| --- | ------------------------------------- | ------------------------------------- | ------------------------------------- | ------------------------------------- | ------------------------------------- | ------------------------------------- | ------------------------------------- | ------------------------------------- | ------------------------------------- | ------------------------------------- | ------------------------------------- | ------------------------------------- | ------------------------------------- |
| Джерело: Antarctica Climate Data and Climate Graphs. Cool Antarctica. Paul Ward. 2001. Архів оригіналу за 19 жовтня 2021. Процитовано 17 жовтня 2021. |                                       |                                       |                                       |                                       |                                       |                                       |                                       |                                       |                                       |                                       |                                       |                                       |                                       |

## Історія

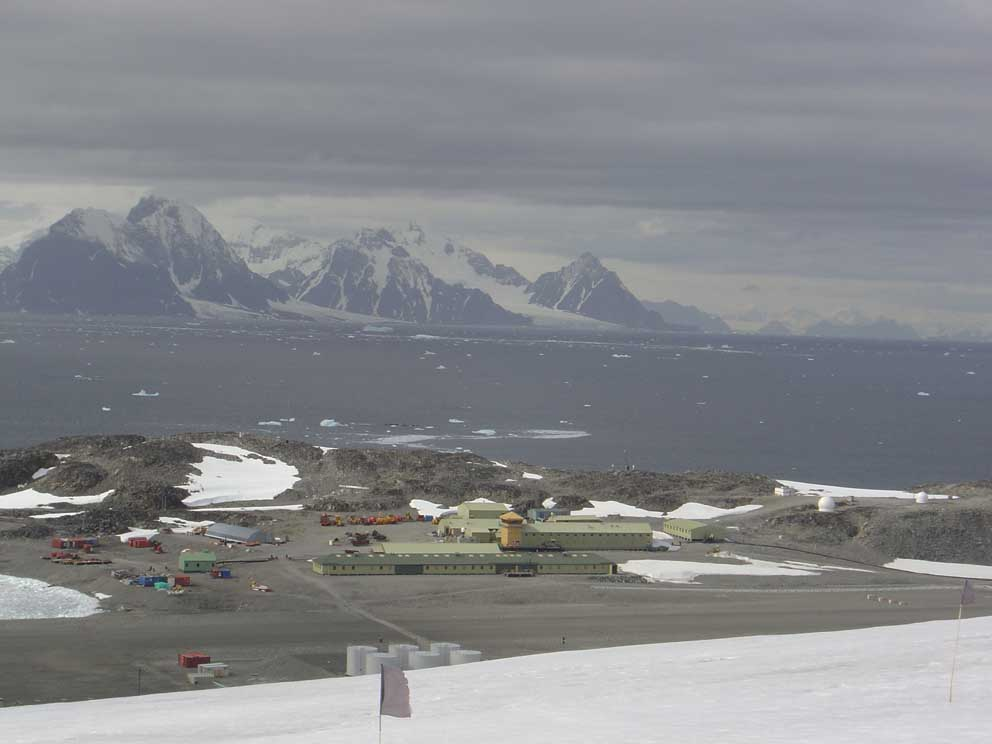

Дослідницька станція «Ротера» заснована у 1975 році замість старої бази «Аделаїда Ісланд», яка була створена у 1961 році британським «Департаментом вивчення Фолклендських островів» (FIDS), який згодом став Британською антарктичною службою. База «Аделаїда Ісланд» була закрита у 1977 році через ненадійні шляхи під'їзду. Обладнання протягом 1976-77 років було перевезене на станцію «Ротера».

## Населення
Населення станції становить 130 осіб влітку, 22 — взимку.